# 관상감 측우대
관상감 측우대(觀象監 測雨臺)는 조선시대의 관청인 관상감(觀象監)에 있던 측우대이다. 측우대란 측우기를 올려 놓고 강우량을 재던 것으로 지금은 대석만 남아 있다. 1985년 8월 9일 대한민국의 보물로 지정되었다.
조선 세종의 치적 가운데 빼 놓을 수 없는 것이 강우의 측정을 위한 과학기구의 제작과 보급이라 할 수 있다. 그는 청계천과 한강에 눈금을 표시한 수표(水標)를 세워 개천과 강물의 수량을 정확히 측정하고자 하였다. 또한 이전까지의 지역적인 오차가 심한 측우 방식을 타개하고자, 규격화되고 표준화된 측우기를 다량으로 제작하여 서울과 지방에 보급하였으며, 그 결과를 전국적으로 취합하였다. 이러한 치적은 현대과학의 가장 중요한 특징인 측정의 계량화를 시도한 것으로, 서양보다도 약 200년이나 앞서는 과학기술의 진보를 의미한다. 그런데 세종 때에 다량의 측우기가 만들어져 전국적으로 보급되었음에 불구하고, 그때 만들어진 측우기는 단 한 점도 남아있지 않다. 다만, 측우기를 올렸던 대석만이 단 한 점 남아 있을 뿐이고, 그것이 바로 본 유물이다. 대석이 윗면에 직경 16.5cm, 깊이 4.7cm의 구멍이 파져 있어, 그 위에 측우기를 올려놓았음을 알 수 있다. 《세종실록》에 서운관(書雲觀)에 대를 만들어 그 위에 측우기를 놓고 비가 그칠 때마다 본관 관원이 강우 상황을 직접 관찰하여 주척(周尺)으로써 수심을 측정하였다는 기록이 있다.
본 유물이 현재의 기상청으로 옮겨지기 전에는 서울 매동초등학교 교정에 있었다. 그 자리는 1934년 경복궁 구 대루원(待漏院) 금부직방(禁府直房) 터였으며, 이 터는 고종 초에 경복궁 재건 후 북방 광화방 관상감을 옮겨 놓았던 곳이라 한다. 따라서 본 유물은 관상감 자리에 있다가 고종의 경복궁 재건 시에 지금의 매동초등학교 옮겨진 것으로 추정될 수 있으며, 결론적으로 세종 때에 만들어진 측우대일 가능성이 높다고 할 수 있다. 단지 유물의 제작연대를 분명히 할 수 있는 명문이 남아 있지 않으므로, 그 제작시기를 정확히 밝힐 수는 없는 실정이다.

## 참고자료
- 관상감 측우대 - 국가유산청 국가유산포털
- 본 문서에는 서울특별시에서 지식공유 프로젝트를 통해 퍼블릭 도메인으로 공개한 저작물을 기초로 작성된 내용이 포함되어 있습니다.